# Yoshimi Hamasaki
Yoshimi Hamasaki (japanisch 濱崎 芳己 Hamasaki Yoshimi; * 16. Mai 1974 in der Präfektur Shizuoka) ist ein ehemaliger japanischer Fußballspieler und heutiger Trainer.

## Karriere

### Spieler
Yoshimi Hamasaki stand die Saison 1993 beim Erstligisten Nagoya Grampus Eight in Nagoya unter Vertrag.

### Trainer
Yoshimi Hamasaki übernahm am 1. Februar 2021 das Amt des Co-Trainers bei Mito Hollyhock. Der Verein aus Mito spielte in der zweiten Liga. Nach zwei Spielzeiten wurde er am 1. Februar 2023 zum Cheftrainer bei Mito ernannt.